# Cei care calcă tigrul pe coadă
Cei care calcă tigrul pe coadă este un film japonez din 1945, regizat de Akira Kurosawa.